# The Pointers
The Pointers (aus dem Englischen sinngemäß übersetzt Die Hinweiser, auf manchen Seekarten auch Pointers Rocks) sind zwei Klippenfelsen im Archipel der Südlichen Shetlandinseln. Sie liegen nordwestlich von Rugged Island.
Die Benennung geht auf Robbenfänger zurück, die in den 1820er Jahren in den Gewässern um die Südlichen Shetlandinseln operierten.